# Heroes & Zeros
Heroes & Zeros sind eine Rockband aus Norwegen. Die Band besteht aus Hans Jørgen Undelstvedt, Lars Løberg Tofte und Arne Kjelsrud Mathisen. Alle Mitglieder sind in der kleinen Stadt Lillesand an der Südküste Norwegens aufgewachsen. Nachdem sie einen gemeinsamen Sound entwickelt haben, sind sie in ihre jetzige Wahlheimat Oslo gezogen.

## Geschichte
Ihre Musik kombiniert Elemente aus unterschiedlichen Musikrichtungen. In ihrer Heimat Norwegen war das Debütalbum Strange Constellations das bestverkaufte Rockalbum des Jahres 2007 und landete auf Platz 13 der Norwegischen Top-40-Charts. Am 20. Februar 2009 ist das Album auch in Deutschland, Österreich und der Schweiz über das Düsseldorfer Label Redfield Records und im Vertrieb von Cargo Records erschienen. Das zweite Album Simian Vices Modern Devices wird am 27. August 2010 in Deutschland ebenfalls über Redfield erscheinen. In Norwegen landete es bereits auf Platz 13 der Charts. Ihre Single Into The Light wurde für die Fußballsimulation FIFA 08 von EA Sports ausgewählt.
Seit ihrer Gründung haben Heroes & Zeros um die 200 Live-Konzerte in England, Deutschland, Österreich, Israel, Estland, Italien und Norwegen, und unter anderem als Support der The Smashing Pumpkins und Melissa Auf der Maur gespielt.

## Diskografie

### Alben
- 2007: Strange Constellations (Nightliner/Universal)
- 2008: In The Slipstream Vol. 1 - Live (Nightliner/Universal)
- 2009: Simian Vices Modern Devices (Nightliner/Universal)
- 2009: Heroes & Zeros vs Harrys Gym Live Slottsfjell 09 (Nightliner Records/Universal)

### Singles und EPs
- 2005: Cellophane - Live at Garage (Heroes & Zeros Music)
- 2006: Cellophane (Heroes & Zeros Music)
- 2006: Circles EP (Heroes & Zeros Music)
- 2007: Into The Light (Nightliner/Universal)
- 2009: Simian Vices (Nightliner/Universal)
- 2009: Cipramillion (Nightliner/Universal)